# Raúl Entrerríos
Raúl Entrerríos Rodríguez, född 12 februari 1981 i Gijón, är en spansk handbollstränare och tidigare handbollsspelare (vänsternia). Han är yngre bror till tidigare handbollsspelaren Alberto Entrerríos.
Han har bland annat varit med och tagit OS-brons, i samband med OS 2008 i Peking, och 2020 i Tokyo.
2021 avslutade han sin klubbkarriär, och OS 2020 i Tokyo där Spanien tog bronsmedalj blev det sista han gjorde med landslaget. Han kommer från och med 2021 att träna FC Barcelonas U18-lag, och även vara koordinator för klubben.

## Klubbar
- Grupo Covadonga (–2001)
- CB Ademar León (2001–2007)
- BM Valladolid (2007–2010)
- FC Barcelona (2010–2021)

## Meriter i urval

### Klubblagsmeriter
- Champions League-mästare tre gånger (2011, 2015 och 2021) med FC Barcelona
- Cupvinnarcupmästare två gånger: 2005 (med CB Ademar León) och 2009 (med BM Valladolid)
- Spansk mästare elva gånger (2011, 2012, 2013, 2014, 2015, 2016, 2017, 2018, 2019, 2020 och 2021) med FC Barcelona

### Landslagsmeriter
- VM 2005 i Tunisien:  Guld
- EM 2006 i Schweiz:  Silver
- OS 2008 i Peking:  Brons
- VM 2011 i Sverige:  Brons
- EM 2014 i Danmark:  Brons
- EM 2016 i Polen:  Silver
- EM 2018 i Kroatien:  Guld
- EM 2020 i Norge, Sverige och Österrike:  Guld
- VM 2021 i Egypten:  Brons
- OS 2020 i Tokyo:  Brons